# 枸杞属
枸杞属（学名：Lycium）是茄目茄科的一属，约有80多种。
属名Lycium来源于希腊语lykion，一种多刺植物。

## 形态
为一种灌木，花有梗，花萼呈钟状，具不等大的2-5萼齿或裂片，在花蕾中镊合状排列。浆果，具肉质的果皮。

## 分布
主要分布在南美洲，少数种类分布于欧亚大陆的温带地区。

## 物种
本属包括以下物种：
- 苦味枸杞 Lycium amarum
- 宁夏枸杞 Lycium barbarum
- 枸杞 Lycium chinense
- 柱筒枸杞 Lycium cylindricum
- 新疆枸杞 Lycium dasystemum
- 柔茎枸杞 Lycium flexicaule
- 小叶黄果枸杞 Lycium ningxiaense
- 清水河枸杞 Lycium qingshuiheense
- 黑果枸杞 Lycium ruthenicum
- 截萼枸杞 Lycium truncatum
- 云南枸杞 Lycium yunnanense

## 用途
中药中所称的“枸杞子”即指本属中的宁夏枸杞（L. barbarum）或枸杞（L. chinense）两种的果实。